# Callidula lata
Callidula lata es una polilla de la familia Callidulidae. Se encuentra en Bacan en Indonesia.